# Samo mi se spava
Samo mi se spava (in serbo Само ми се спава?) è un singolo del cantante serbo Luke Black, pubblicato il 2 febbraio 2023.

## Promozione
Il 9 gennaio 2023 Luke Black è stato confermato fra i 32 partecipanti a Pesma za Evroviziju '23, festival utilizzato per selezionare il rappresentante serbo all'Eurovision Song Contest. Samo mi se spava, il suo inedito per la competizione, è stato pubblicato in digitale insieme a tutti gli altri il successivo 2 febbraio. Il 1º marzo 2023 Luke Black ha presentato Samo mi se spava durante la prima semifinale di Pesma za Evroviziju. Superata questa, nella finale del 4 marzo il voto combinato di giuria e televoto l'ha incoronato vincitore, rendendolo di diritto il rappresentante serbo all'Eurovision Song Contest 2023 a Liverpool. Nel maggio successivo, dopo essersi qualificato dalla prima semifinale, Luke Black si è esibito nella finale eurovisiva, dove si è piazzato al 24º posto su 26 partecipanti con 30 punti totalizzati.

## Tracce
Testi e musiche di Luke Black, Majed Kfoury, Comnavago e Milan Bošković.
1. Samo mi se spava – 2:53

## Classifiche
| Classifica (2023) | Posizione massima |
| ----------------- | ----------------- |
| Croazia           | 25                |
| Finlandia         | 50                |
| Lituania          | 22                |